# Ēvalds Valters
Pour les articles homonymes, voir Valters.
Ēvalds Valters, né le 2 avril 1894 dans le Gouvernement de Courlande (aujourd'hui Lettonie) et mort le 26 septembre 1994 à Riga, est un acteur letton de théâtre et cinéma.

## Biographie
Ēvalds Valters commence sa carrière d'acteur de théâtre en 1917, sur les lignes de front de la Première Guerre mondiale, dans une troupe amateur des tirailleurs lettons. Son premier rôle est celui du tavernier dans la pièce Le Temps des arpenteurs des frères Reinis et Matīss Kaudzīte. En 1920, il entre au studio d'art dramatique de Moscou, dirigé par Yevgeny Vahtangov - où il joue dans son premier long métrage Ange gardien. En 1923, il est acteur au Théâtre letton de Moscou. Après son retour en Lettonie en 1923, il commence à travailler au théâtre de Liepāja (jusqu'en 1928) et donne des cours de théâtre à l'Académie populaire. En 1928-1929, à l'invitation d'Eduards Smiļģis, il travaille au théâtre Dailes. Acteur au théâtre de Daugavpils en 1929-1930. En 1932, Ēvalds Valters et l'acteur Theodore Lācis forment le Théâtre populaire (Tautas Teātris), situé à Riga, rue Lāčplēša 43/45, actif jusqu'en 1934. Après la fermeture du théâtre, il se produit au théâtre de Liepāja (1934-1938). En 1940, il se voit confier la direction du théâtre de Jelgava. Il revient au théâtre Dailes en 1941 et y travaille jusqu'à la fin de sa carrière, incarnant une centaine de personnages inoubliables. Ēvalds Valters joue son dernier rôle à l'âge de 94 ans, dans la performance inspirée du poème épique Mūžības skartie (Touchés par l’éternité) d'Aleksandrs Čaks. Il a aussi joué dans une quarantaine de films du Riga Film Studio.
Le 8 octobre 1988, il a ouvert le premier congrès du Front populaire. Le 11 novembre 1988, avec l'écrivain Alberts Bels, il lève le drapeau de la Lettonie indépendante après 1940 sur la tour du château de Riga.
Mort à l'âge de cent ans à Riga, l'artiste est inhumé au cimetière militaire de la Première Guerre mondiale de Riga.

## Filmographie partielle
- 1940 : Fils du pêcheur de Vilis Jānis Lapenieks : père Kļava
- 1957 : Fils du pêcheur de Varis Krūmiņš : épisode
- 1958 : Svešiniece ciemā de Ada Neretniece :  Sustrups
- 1964 : Kapteinis Nulle de Leonīds Leimanis :  Dundurs
- 1967 : Je me souviens de tout, Richard (Es visu atceros, Ričard!) de Rolands Kalniņš : épisode
- 1967 : Cīruļi atlaižas pirmie de Māris Rudzītis : Ansķins
- 1967 : Kapteiņa Enriko pulkstenis de Jānis Streičs :  bibliothécaire
- 1970 : Vella kalpi de Aleksandrs Leimanis : bourgmestre
- 1974 : Uzbrukums slepenpolicijai de  Oļģerts Dunkers : inspecteur adjoint
- 1975 : Mans draugs — nenopietns cilvēks de Jānis Streičs : Čakāns
- 1976 : Meistars de Jānis Streičs : Rancāns
- 1976 : Ezera sonāte de Gunārs Cilinskis : Eidis
- 1977 : Atspulgs ūdenī de Andris Rozenbergs : Lodiņš
- 1977 : Théâtre de Jānis Streičs : capitaine
- 1979 : Tās dullās Paulīnes dēļ de Vija Ramāne (d'après le récit éponyme de Vizma Belševica) : photographe
- 1979 : Nakts bez putniem de Gunārs Cilinskis : Krakšķis
- 1979 : Nepabeigtās vakariņas de Jānis Streičs : Pētersons
- 1981 : Limuzīns Jāņu nakts krāsā de Jānis Streičs : Pigalu Prīdis
- 1982 : Aizmirstās lietas de Vija Ramāne : Valters
- 1985 : Les Farces d'Emil (Emīla nedarbi) de Varis Brasla : mendiant Joke
- 1986 : Aizaugušā grāvī viegli krist de Jānis Streičs : Tornis
- 1990 : Maija un Paija de Gunārs Piesis : vieux sorcier